# 하야미 켄타로
하야미 켄타로(일본어: 速水 けんたろう, 1962년 1월 2일 ~ )는 일본의 가수, 배우, 성우이다.

## 출연
- 엄마와 함께